# Шефер, Конрад
Конрад Шефер (нем. Konrad Schäfer) (7 января 1911 года; Мюльхаузен, Германская империя — после 1951, место смерти неизвестно) — немецкий врач. Один из обвиняемых на Нюрнбергском процессе над врачами. Оправдан.

## Биография
Шефер учился в университетах Мюнхена, Берлина, Инсбрука. Завершил медицинское образование в университете Гейдельберга в декабре 1935 года. Шефер получил докторскую степень в 1936 году и с 1937 года работал ассистентом химиотерапевтической лаборатории корпорации Schering. Впоследствии перевёлся в институт воздушной медицины люфтваффе.
Предложил один из методов десалинации морской воды делающий её пригодной для питья, который был опробован на заключённых концлагеря Дахау. Однако сам в этих экспериментах не участвовал, в связи с чем на Нюрнбергском процессе над врачами был оправдан.
С 1951 года поступил на работу в военно-воздушные силы США.